# Портрет-пейзаж
«Портрет-пейзаж» (фр. Portrait-paysage) — автопортрет французского художника-примитивиста Анри Руссо, написанный в 1890 году.
Руссо представил автопортрет на Салоне независимых в марте 1890 года. Он изобразил себя в строгом чёрном костюме на берегу реки на фоне парусника, украшенного яркими флагами. Позади него мост и дома со множеством печных труб. В небе летит воздушный шар. В руках художник держит кисть и палитру, где написаны два имени — Клеманс и Жозефина. Клеманс Бутар была первой женой Руссо. Они поженились в 1869 году, и Клеманс родила ему 9 детей, 7 из которых умерли во младенчестве от туберкулёза. Жена умерла в 1888 году. Жозефина Нури — вторая жена Руссо, на которой он женился в 1899 году, через 11 лет после смерти первой. Имени Жозефины на картине не было во время первого показа. Руссо приписал его в год свадьбы. Это не единственная правка картины после 1890 года. Художник фиксировал на «Портрете-пейзаже» изменения, которые происходили с ним с годами. Так, когда в 1901 году он стал преподавателем Филотехнической школы, на лацкане пиджака на картине появился соответствующий значок. Со временем Руссо добавлял к автопортрету всё больше седины.
Первоначальная реакция публики на «Портрет-пейзаж», как и на многие другие работы Руссо, была неоднозначной. Картина подвергалась насмешкам и издевательствам со стороны критиков.

## Галерея

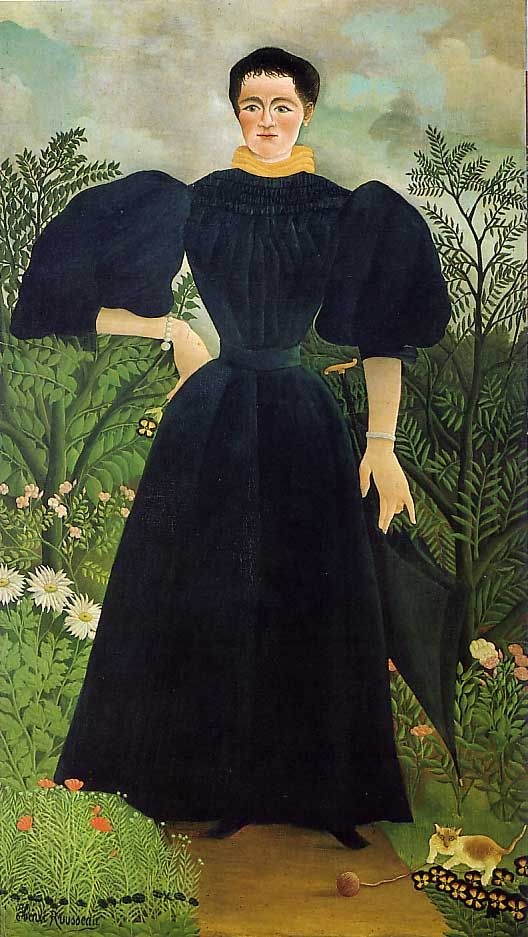
Портрет Клеманс Бутар, 1896 г.
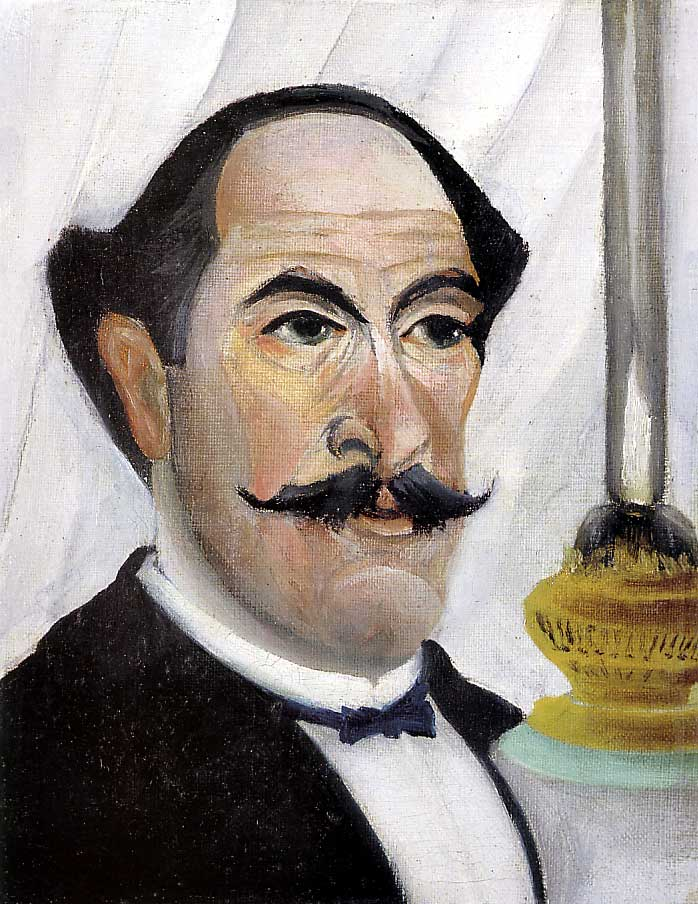
Автопортрет, 1903 г.
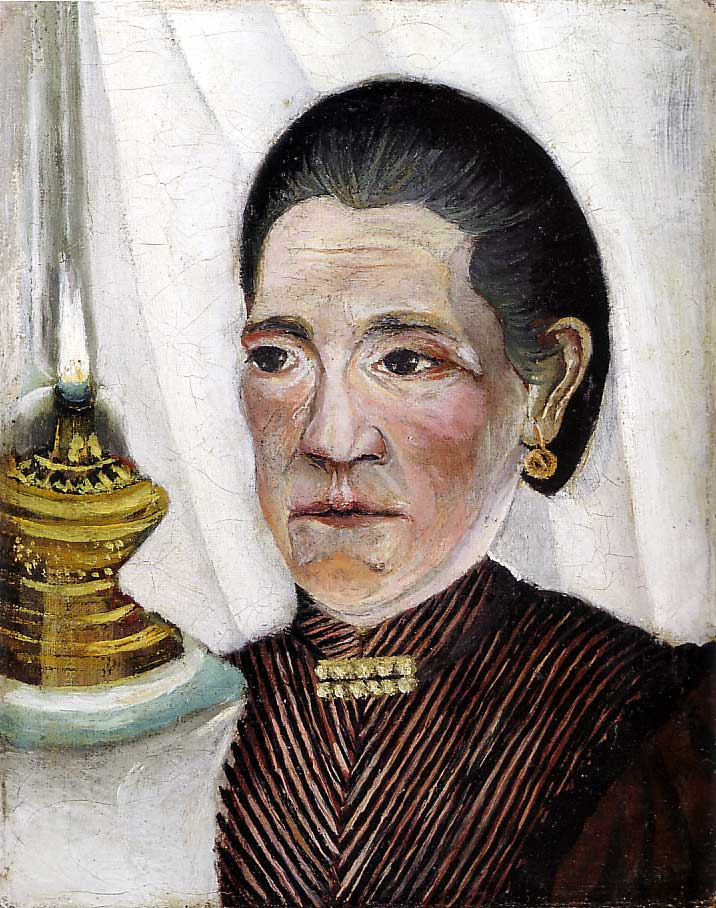
Портрет Жозефины Нури, 1903 г.